# 下南港溪橋
台鐵海線鐵路下南港溪橋是位於台灣苗栗縣南港溪上的一座鐵路橋樑，連接苗栗縣竹南鎮竹南車站與造橋鄉談文車站，1991年重建通車。

## 沿革與設計

### 第一代橋
台灣日治時期海線鐵路自1919年8月1日開工興建，在中港驛（今竹南站）至淡文湖驛（今談文站）區間跨越南港溪之處興建「下南港溪橋」，為4孔每孔跨度40呎（約13公尺）的上承式鋼鈑梁單線鐵路橋、長51.6公尺，橋台為松木樁基礎、橋墩為沉箱基礎，工程由技師鳥崎二郎負責，施工期間數度遭遇洪水而阻礙工程，爾後該橋隨著海線鐵路於1922年10月11日全線通車而啟用。
第一代橋植基不深，臺灣戰後時期1977年起，臺灣鐵路管理局以蛇籠保護各橋墩，但受海水侵蝕而腐朽，鋼梁也因為鐵橋靠近海邊而腐蝕嚴重，亟待改建。

### 第二代橋
臺灣鐵路管理局自1980年代起，大規模重建各線舊橋，其中第二代下南港溪橋納入「鐵路沿線老舊橋梁重建工程」計畫中重建，而且為配合海線鐵路雙軌工程，選線遷建於第一代橋下游側旁邊，由退除役官兵輔導會榮民工程處議價承包興建，橋梁下部結構為單圓柱懸臂式橋墩及開口式沉箱基礎、上部結構則為上承式預力混凝土梁，橋梁全長138.64公尺，計7橋孔，每孔跨度19.8公尺，橋寬為複線化設計，橋上彎道半徑1,200公尺，自1988年8月7日開工，1991年3月13日始完工切換西正線通車，並拆除第一代橋，橋面鋪設傳統道碴式軌道。

#### 其他紀事
- 第二代下南港溪橋工程，一併改建了該橋北側路段的下頭份溪橋與若干小橋，以及新增一座旱橋[1]。
- 二代橋啟用後先維持單線行車，至2008年1月24日竹南車站至談文車站間複線化工程鋪設東正線通車後[8][9]，本橋始成為雙線行車之橋梁。

## 周邊
- 大夏紙業股份有限公司
- 竹南蛇窯
- 談文車站